# Mineirão
Mineirão (oficial denumit Estádio Governador Magalhães Pinto) deschis în 1965 în Belo Horizonte, este cel mai mare stadion de fotbal din statul Minas Gerais, Brazilia și al doilea stadion ca mărime din țară după Maracanã. Acesta a găzduit Cupa Confederațiilor FIFA 2013, și va fi una din arenele-gzadă la Campionatul Mondial de Fotbal 2014. Adițional stadionul va găzdui unele meciuri de la turneul de fotbal al Jocurilor Olimpice din 2016. Cruzeiro își joacă meciurile de acasă pe Mineirão, iar fanii numesc stadionul Toca da Raposa III (Vizuina Vulpii 3).

## Meciuri
Cele mai importante trofee câștigate de echipele locale pe Mineirão sunt:
- Supercopa Sudamericana – 1991 (Cruzeiro)
- Cupa Braziliei – 1993, 2000, 2003 (Cruzeiro)
- Copa Libertadores – 1997 (Cruzeiro), 2013 (Atlético Mineiro)
- Campeonato Brasileiro Série A – 2003, 2013 (Cruzeiro)

### Meciuri importante
- Primul meci: amical – 5 septembrie 1965 – Echipa Statului Minas Gerais 1–0 Club Atlético River Plate(ARG) Spectatori: 73.201
- Primul meci internațional: amical – 7 septembrie 1965 – Brazilia 3–0 Uruguay. Toți jucătorii care au reprezentat Brazilia în acest meci erau jucători ai echipei Palmeiras.
- Primul derbi: Campionatul Statului Minas Gerais – 24 octombrie 1965 – Cruzeiro 1–0 Atlético

## Goluri istorice marcate pe Mineirão
- Primul gol: Buglê, din echipa Statului Minas Gerais pe 5 sept. 1965
- Golul cu numărul 1000: Lola, de la Atlético Mineiro, 6 aprilie 1968
- Golul cu numărul 5000: Paulinho, de la Villa Nova, 10 martie 1985

## Cupa Confederațiilor FIFA 2013
| Data          | Ora (UTC-3) | Echipa #1 | Rezultat | Echipa #2 | Runda      | Spectatori |
| ------------- | ----------- | --------- | -------- | --------- | ---------- | ---------- |
| 17 iunie 2013 | 16:00       | Tahiti    | 1-6      | Nigeria   | Grupa B    | 20,187     |
| 22 iunie 2013 | 16:00       | Japonia   | 1-2      | Mexic     | Grupa A    | 52,690     |
| 26 iunie 2013 | 16:00       | Brazilia  | 2-1      | Uruguay   | Semifinală | 57,483     |

## Campionatul Mondial de Fotbal 2014
| Data          | Ora (UTC-3) | Echipa #1  | Rezultat       | Echipa #2 | Runda            | Spectatori |
| ------------- | ----------- | ---------- | -------------- | --------- | ---------------- | ---------- |
| 14 iunie 2014 | 13:00       | Columbia   | 3–0            | Grecia    | Grupa C          | 57.174     |
| 17 iunie 2014 | 13:00       | Belgia     | 2–1            | Algeria   | Grupa H          | 56.800     |
| 21 iunie 2014 | 13:00       | Argentina  | 1–0            | Iran      | Grupa F          | 57.698     |
| 24 iunie 2014 | 13:00       | Costa Rica | 0–0            | Anglia    | Grupa D          | 57.823     |
| 28 iunie 2014 | 13:00       | Brazilia   | 1-1 (3-2 pen.) | Chile     | Optimi de finală | 57.714     |
| 8 iulie 2014  | 17:00       | Brazilia   | 1–7            | Germania  | Semifinale       | 58.141     |

## Concerte
- Kiss – Creatures of the Night Tour, 23 iunie 1983
- The Rasmus – 12 septembrie 2006
- Black Eyed Peas – 12 septembrie 2006
- Elton John – 40th Anniversary of the Rocket Man, 9 martie 2013
- Axé Brasil – 12-14 aprilie 2013
- Paul McCartney – Out There! Tour, 4 mai 2013 (the tour kick off)
- Beyoncé – The Mrs. Carter Show World Tour, 11 septembrie 2013[4]
- Black Sabbath – Black Sabbath Reunion Tour,15 octombrie 2013

## Legături externe
- Site oficial Arhivat în 28 ianuarie 2016, la Wayback Machine.
- Stadium picture[nefuncțională]
- Stadium Guide Article
- FIFA Profile Arhivat în 19 iunie 2014, la Wayback Machine.

| Predecesor: El Monumental de Nuñez Buenos Aires | Stadionul finalei Copa Libertadores 1997 | Succesor: Monumental Isidro Romero Carbo Guayaquil |
| Predecesor: Estádio do Maracanã Rio de Janeiro  | Stadionul finalei Copa Libertadores 2009 | Succesor: Estádio Beira-Rio Porto Alegre           |
| Predecesor: Estádio do Pacaembu São Paulo       | Stadionul finalei Copa Libertadores 2013 | Succesor: TBD                                      |